# Естебан Віго
Естебан Віго (ісп. Esteban Vigo, нар. 17 січня 1955, Велес-Малага) — іспанський футболіст, що грав на позиції півзахисника, зокрема за «Барселону», а також за національну збірну Іспанії. По завершенні ігрової кар'єри — тренер.

## Клубна кар'єра
У дорослому футболі дебютував 1972 року виступами за команду «Атлетіко Малагуеньйо» (фарм-клуб «Малаги»), в якій провів два сезони. Згодом протягом року грав за третьоліговий «Атлетіко Марбелья», після чого 1975 року став гравцем основної команди «Малаги».
1977 року півзахисника запросила до своїх лав «Барселона». Ключовою фігурою у тактичних побудовах каталонців не став, проте протягом наступних десяти років був стабільним гравцем ротації і отримував регулярний ігровий час у команді, яка за цей період здобула низку національних трофеїв, а також двічі вигравала Кублк володарів кубків УЄФА.
Завершував ігрову кар'єру в «Малазі», до якої повернувся 1987 року і за яку грав до припинення виступів на полі у 1991.

## Виступи за збірні
1976 року провів три гри за олімпійську збірну Іспанії, у складі якої був учасником тогорічних Олімпійських ігор.
1981 року тричі виходив на поле в офіційних матчах за національну збірну Іспанії.

## Кар'єра тренера
Розпочав тренерську кар'єру, повернувшись до футболу після невеликої перерви, 1995 року, очоливши тренерський штаб «Альмерії».
Згодом у першій половині 2000-х тренував «Барселону C», «Херес» та «Кордову», після чого працював у Румунії — входив до тренерських штабів «Прогресула» та «Університаті» (Крайова), а у 2005–2006 роках очолював команду «Динамо» (Бухарест).
Повернувшись на батьківщину, 2007 року тренував «Льєйду», а згодом знову працював із «Хересом», який під його керівництвом 2009 року підвищився в класі до елітної Ла-Ліги. Після цього успіху залишив команду і перейшов до «Еркулеса», з яким у першому ж сезоні повторив своє попереднє досягняння, вивівши команду до найвищого іспанського дивізіону. В еліті, утім, результати команди були скромнішими, і в березні 2011 року, після чотирьох поразок поспіль, тренера було звільнено.
2012 року працював з «Альмерією», а протягом 2012–2013 років знову тренував «Херес».  
Наразі останнім місцем тренерської роботи був все той же «Херес», головним тренером команди якого Естебан Віго був учетверте протягом частини 2021 року.

## Титули і досягнення
- Чемпіон Іспанії (1):

«Барселона»: 1984-1985
- Володар Кубка Іспанії (3):

«Барселона»: 1977-1978, 1980-1981, 1982-1983
- Володар Суперкубка Іспанії (1):

«Барселона»: 1983
- Володар Кубка іспанської ліги (2):

«Барселона»: 1983, 1986
- Володар Кубка Кубків УЄФА (2):

«Барселона»: 1978-1979, 1981-1982